# 迪纳尔 (伊勒-维莱讷省)
迪纳尔（法語：Dinard，法語發音：[dinaʁ]）是法国伊勒-维莱讷省的一个市镇，位于该省西北部，属于圣马洛区。

## 地理
迪纳尔（48°37'57"N, 2°3'42"W）面积7.84 平方千米，位于法国布列塔尼大區伊勒-维莱讷省，该省份为法国西北部沿海省份，位于布列塔尼半岛东部，北濒大西洋，西接阿摩尔滨海省和莫尔比昂省，南至大西洋卢瓦尔省，西南端接曼恩-卢瓦尔省，东临马耶讷省，东北与芒什省接壤。
与迪纳尔接壤的市镇（或旧市镇、城区）包括：普勒尔蒂、拉里沙尔代、圣吕奈尔。

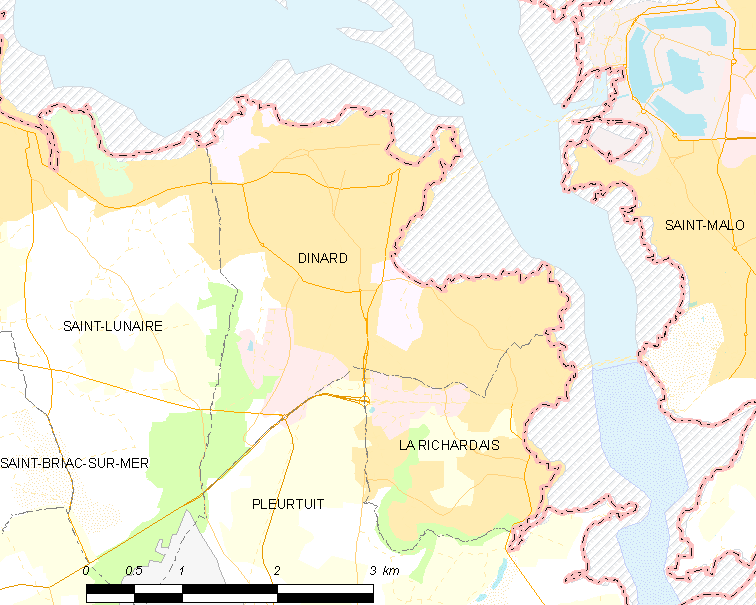
的OSM定位图

迪纳尔的时区为UTC+01:00、UTC+02:00（夏令时）。

## 行政
迪纳尔的邮政编码为35800，INSEE市镇编码为35093。

## 政治
迪纳尔所属的省级选区为圣马洛第二县。

## 人口

1962-2008年间人口变化图示

迪纳尔于2022年1月1日时的人口数量为10407人。